# Collars and Cuffs
Collars and Cuffs (in italiano: Stanlio lavandaio) è un cortometraggio muto del 1923 diretto da George Jeske e prodotto da Hal Roach con Stan Laurel.
Il cortometraggio fu pubblicato il 1º luglio 1923.

## Trama
Stanlio lavora presso una grande lavanderia, però dà molti grattacapi al responsabile del suo settore, visto che crea scompiglio fra le lavandaie, essendosi strappato i pantaloni nella parte del sedere. Il direttore va su tutte le furie e lo manda a lavorare nella pressa asciugapanni, ma Stanlio involontariamente si attacca ad un nastro trasportatore e finisce al piano superiore della lavanderia, dove si mette a giocare a poker con gli inservienti. Giunge anche il responsabile per unirsi alla bisca, ma appena vede Stanlio lo insegue per tutta la lavanderia per dargli una lezione come si deve. Stanlio riesce sempre a sfuggire e finge di mettersi a lavorare seriamente: aziona così la frizione dell'enorme macchina lavapanni, che nel frattempo era in manutenzione per un guasto e un operaio ci stava lavorando dentro. Stanlio la mette in moto e la macchina rigetta sul pavimento un'enorme quantità d'acqua mista a sapone. Le cose si complicano ancora di più quando un ladro deruba un cliente e viene inseguito dalla polizia fino all'interno della lavanderia, terminando in un parapiglia generale.